# 10.000 blutige Dollar
10.000 blutige Dollar (Originaltitel: 10.000 dollari per un massacro) ist ein Italowestern von Romolo Guerrieri aus dem Jahr 1967, der in Deutschland am 8. März 1968 erstaufgeführt wurde.

## Handlung
Erst ab 10.000 Dollar wird ein Steckbrief für Django interessant; so viel muss auch bezahlt werden, damit er sich auf die Suche nach dem Banditen Manuel Vasquez macht. Der hat zusammen mit seinem Freund Cisco die Tochter des Haziendabesitzers Mendoza verschleppt, der ihn ins Gefängnis gebracht hatte. Mendoza möchte Django engagieren, der sich der Lösung des Problems annehmen soll, der aber – er kennt auch Vasquez – nimmt die Offerte zunächst nicht an. Django begegnet im Ort seiner alten Liebe Mijanou, dann geht er nach San Francisco, wo er sich der Bande von Sanchez anschließt, um Misstrauen zu zerstreuen und die Leute kennenzulernen. Bei einem Überfall auf einen Goldtransport hält Django, der unter der Bedingung mitmischt, dass niemand ums Leben kommen darf, die begleitende Militäreskorte auf, während Vasquez und seine Leute alle Reisenden töten, unter denen sich auch Mijanou befindet. Nun akzeptiert Django die Offerte Mendozas. Sanchez’ Vater versucht noch, seinem Sohn zu helfen, doch auch er findet in Django seinen Meister.

## Kritiken
Positiv äußerte sich Christian Keßler, der das „gute(s) Handwerk an allen Fronten“ lobte. „Das Schiff schlingert nicht, auch in schwerer Brandung. Bravo!“ Dagegen kritisierten andere die Grundhaltung des Filmes: „Zynischer Italo-Western, der allzu distanzlos und selbstzweckhaft seine negativen ‚Helden‘ in einer Welt nackter Gewalt darstellt.“ bzw. „Harter, ja geradezu grausamer Western, …, in dem sinnlos gemordet, gefoltert und Verrat geübt wird.“

## Bemerkungen
- Gedreht wurde der Film in der Region um Almería.

- Als DVD erschien der Film als Teil der Django-Box bei Koch Media.

- Regisseur Romolo Guerrieri gehört zur weitverzweigten italienischen, im Filmgeschäft tätigen Familie Girolami.

- Der Filmsong Song Basta così wird von Giorgio Farina interpretiert.

## Synchronisation
- Gianni Garko: Gert Günther Hoffmann
- Claudio Camaso: Jürgen Thormann
- Loredana Nusciak: Renate Küster
- Fernando Sancho: Martin Hirthe
- Aldo Cecconi: Klaus Sonnenschein